# فهرست کشورها بر پایه تولیدات فتوولتایی
این فهرست کشورهای تولید کننده فتوولتاییک، »انرژی خورشیدی« است. در این جدول کشورهای تولید کننده فتوولتاییک در واحد (MW) سال (۲۰۰۰ تا ۲۰۰۹) موجود است.
| کشور         | ۲۰۰۹   | ۲۰۰۸  | ۲۰۰۷  | ۲۰۰۶  | ۲۰۰۵  | ۲۰۰۴  | ۲۰۰۳ | ۲۰۰۲ | ۲۰۰۱ | ۲۰۰۰ |
| جهان         | ۱۰٬۶۸۰ | ۷٬۰۸۹ | ۳٬۷۴۶ | ۲٬۴۵۹ | ۱٬۷۸۲ | ۱٬۱۹۹ | ۷۴۹  | ۵۴۲  | ۳۷۱  | ۲۷۷  |
| چین          | ۳٬۷۸۲  | ۲٬۰۱۳ | ۸۶۴   | ۳۴۲   | ۱۲۸   | ۴۰    | ۱۳   | ۱۰   | ۳    | ۳    |
| ژاپن         | ۱٬۵۰۸  | ۱٬۲۶۸ | ۹۳۸   | ۹۲۶   | ۸۳۳   | ۶۰۲   | ۳۶۴  | ۲۵۱  | ۱۷۱  | ۱۲۹  |
| تایوان       | ۱٬۴۳۹  | ۸۱۳   | ۳۸۷   | ۱۷۰   | ۸۸    | ۳۹    | ۱۷   | ۸    | ۴    | ۰    |
| المان        | ۱٬۳۶۴  | ۱٬۳۳۴ | ۷۴۴   | ۴۶۹   | ۳۳۹   | ۱۹۳   | ۱۲۲  | ۵۵   | ۲۴   | ۲۳   |
| ایالات متحده | ۵۸۷    | ۴۰۱   | ۲۶۹   | ۱۷۸   | ۱۵۳   | ۱۳۹   | ۱۰۳  | ۱۲۱  | ۱۰۰  | ۷۵   |
| دیگر کشورها  | ۲٬۰۰۰  | ۱٬۲۶۱ | ۵۴۵   | ۳۷۴   | ۲۴۱   | ۱۸۶   | ۱۳۱  | ۹۷   | ۷۰   | ۴۸   |